# Waking into Nightmares
Waking into Nightmares è il secondo album del gruppo musicale statunitense di genere thrash metal dei Warbringer, pubblicato dall'etichetta discografica Century Media Records il 2009, il 19 maggio in USA e il 25 maggio in Europa.

## Tracce
1. Jackal – 3:09
2. Living in a Whirlwind – 3:21
3. Severed Reality – 3:59
4. Scorched Earth – 3:44
5. Abandoned by Time – 4:21
6. Pray for Death – 4:46
7. Nightmare Anatomy – 4:02
8. Shadow from the Tomb – 4:07
9. Senseless Life – 4:57
10. Forgotten Dead – 4:03
11. The Road Warrior (Bonus track) – 3:47
12. Humans to Kill (Bonus track) – 4:02

## Formazione
- John Kevill - voce
- John Laux - chitarra
- Adam Carroll - chitarra
- Ben Bennet - basso, voce (traccia 8)
- Nic Ritter - batteria